# Gebrauchshundesport
Gebrauchshundesport (auch IGP(-Sport) oder Vielseitigkeitssport) ist eine Hundesportart, für deren Prüfungen es innerhalb der FCI ein gemeinsames Reglement gibt.

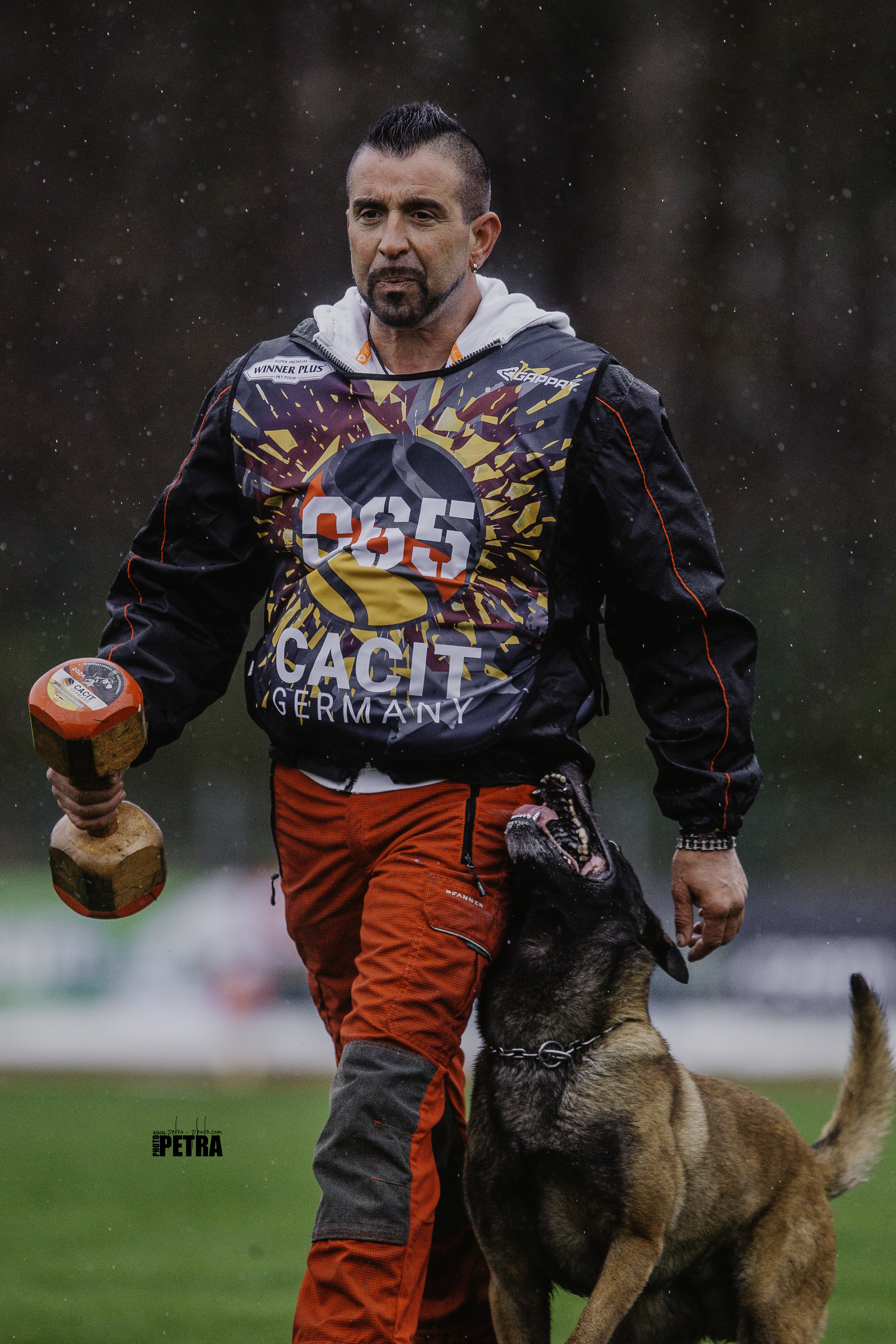
Knut Fuchs mit dem Malinois Activ Jerte Maicono livre während der Unterordnung - CACIT Germany 2024

Im Rahmen des Gebrauchshundsports werden Hunde in verschiedenen Sportdisziplinen – Abteilungen genannt – geführt. Das sind Fährtenarbeit, Unterordnung und Schutzdienst. Im Rahmen des Gebrauchshundsports werden Gebrauchshundprüfungen durchgeführt. Es gibt neben der Gebrauchshundprüfung, die alle drei Abteilungen umfasst und damit Vielseitigkeit des Hunds erfordert, Einzelprüfungen: Fährtenhundprüfung und Schutzhundprüfung.
Als Eingangsprüfung in den Gebrauchshundsport dient die Begleithundprüfung.
Um an Prüfungen im Gebrauchshundsport teilnehmen zu dürfen, müssen die Hundeführer in Vereinen organisiert sein, die (über die Dachverbände) der FCI angeschlossen sind. Das sind zum einen zahlreiche Hundesportvereine, zum anderen Rassezuchtvereine, insbesondere Vereine, die Gebrauchshunde züchten, die Training im Rahmen des Gebrauchshundsports organisieren.
2025 wurde der Gebrauchshundesport in Deutschland zum immateriellen Kulturerbe von der UNESCO erklärt.